# Dinastija Šin
Dinastija Šin (kitajsko 新朝, pinjin Xīn Cháo) je bila kratkoživa kitajska država, ki je trajala od leta 9 do 23. Ustanovil jo je Vang Mang, sorodnik dinastije Han, ki je uzurpiral prestol cesarja Pinga iz Hana in mladega prestolonaslednika Lju Jinga. Dinastijo Šin so strmoglavili uporniki. Po Vangovi smrti je Lju Šju, daljni potomec cesarja Džinga iz Hana, obnovil  dinastijo Han. Dinastija Šin se zato se zato pogosto šteje za medvladno obdobje dinastije Han, ki se deli na Zahodni ali Nekdanji Han in Vzhodni ali Kasnejši Han. 

## Ime
Kitajske dinastije so se običajno poimenovale po fevdu svojih ustanoviteljev. Dinastija Šin se je skladno z običaji poimenovala po pred cesarskem položaju Vang Manga kot markiza Šina.  

## Zgodovina
Po smrti cesarja Vuja iz Hana so vladajočo družino Lju čedalje bolj pestili frakcijski boji in moč cesarskega klana je upadla.  V nasprotju z njim se je med vladavino cesarja Čenga iz Hana moč družina Vang tako okrepila, da je njen vodilni član Vang Mang  deloval kot regent več mladih marionetnih cesarjev. V nasprotju z drugimi člani družine Vang, ki so bili zadovoljni z vladajočo dinastijo, je imel Vang Mang večje ambicije. Lotil se je programa gradenj in izobraževanja ter si ustvaril veliko pozitivne propagande. Odkrito se je predstavljal kot prvak konfucijanskih vrlin in vodilna sila cesarstva. Po smrti cesarja Pinga iz Hana leta 6 je Vang Mang utrdil svojo oblast nad cesarstvom.  Upori proti njegovi oblasti leta 6 in 7 so bili zatrti. Dve leti pozneje je Vang uzurpiral prestol in uradno razglasil novo dinastijo Šin. Med politiki cesarstva ni užival velike podpore, vendar je bil njegov vzpon na oblast na splošno toleriran, ker je dinastija Han izgubila večino svojega ugleda. Ne glede na to je bil velik del stare birokracije in plemstva še vedno lojalen dinastiji Han,  vendar ti lojalisti niso odkrito nasprotovali novemu režimu.
V nasprotju z njimi so se odnosi z nomadsko konfederacijo Šiungnu hitro poslabšali, da je slednja okoli leta 10/11 nameravala posredovati. Vang se je na grožnjo odzval z mobilizacijo 300.000 vojakov vzdolž severne meje in preprečil Šiungnuju invazijo na Kitajsko. Nenehni spori s konfederacijo so privedli do tega, da je Vang leta 19 v Šiungnuju ustanovil konkurenčno vlado in na meji obdržal veliko vojsko. To je izčrpalo vire dinastije Šin in oslabilo njen vpliv na preostali del cesarstva.
Cesar Vang je sprožil več korenitih družbenih in političnih reform. Njihov cilj je bil okrepiti centralno vlado, obnoviti propadlo gospodarstvo, oslabiti močne plemiške družine in izboljšati življenje kmetov. Reforme so imele nekaj začetnih uspehov in zagotovile prepotrebno okrepitev legitimnosti dinastije Šin.  Reforme so hkrati oslabile prejšnji cesarski klan, saj je večina prerazporejenih virov pripadala družini Lju. Vangovo šolstvo je temeljilo na konfucijanstvu. Za svojega vzornika je imel dobrega in vzornega vojvodo Džova. Stara birokracija se z njegovimi radikalnimi reformami ni strinjala in jih pogosto ni izvajala. V nasprotju z birokrati so reforme med kmeti našle nekaj odobravanja.
Kmalu po inavguraciji je Vangov režim destabiliziralo več naravnih nesreč, vključno s spremembo toka Rumene reke, ki je povzročila ogromne poplave. Razmere so še poslabšali napadi kobilic in izbruhnila je velika lakota.  Gospodarska politika dinastije Šin nastale krize ni uspela rešiti in Vang Mang je hitro izgubil podporo kmetov, ki so se borili za preživetje. Obupani kmetje v vzhodnih delih cesarstva so se kmalu zatekli k razbojništvu. Razbojniške skupine so se krepile in do 20. let štele več deset tisoč članov. Najmočnejše frakcije razbojnikov ob Rumeni reki so se reorganizirale v uporniško vojsko, znano kot Rdeče obrvi. Uporniki so se povezali z nezadovoljnimi plemiči in potomci prešnjega cesarskega klana, kar je leta 19 sprožilo obsežno državljansko vojno. Vang Mang je bil prisiljen preusmeriti čete z obmejnih območij, da bi se soočili z Rdečimi obrvmi, in oblast v Protektoratu zahodnih regij so prevzeli Šiungnuji. Manjši upori so izbruhnili tudi v drugih delih Kitajske. Ob reki Jangce so delovali "Vojaki s spodnjega Jangceja", v Hubeju pa so dve uporniški skupini rekrutirali Hanovi lojalisti. Slednji so pod vodstvom Lju Bošenga postali znani kot Lulin.
Ko je državljanska vojna zajela celotno cesarstvo Šin, so se Vangu zveste vojske krepko borile, da bi zadržale upornike. Vojske so večkrat zmagale in nato v bitki pri Kunjangu junija/julija leta 23 doživele popoln poraz. Ko so izvedele za ta dogodek, so neregularne milice Džuang Bena in Džuang Čuna  23. oktobra 23 zavzele Čangan, oplenile prestolnico in ubile Vang Manga. Različne uporniške vojske so se nato bojevale med seboj za popoln nadzor nad cesarstvom.  Leta 25 je bil  Lju Šju v Luojangu okronan za cesarja Guangvuja iz Hana. Rdeče obrvi so leta 27 porazile Lju Šjujevo vojsko   in uničile vse druge tekmece in separatistične režime, vključno z Vang Langovo državo Džao, Gongsun Šujevim cesarstvom Čengdžja in vojskovodjem Vej Aojem na severozahodu. Do leta 37 je dinastija Han ponovno prevzela oblast nad celo Kitajsko.

## Reforme
Vang Mang je izvedel več reform in sistematično preoblikoval vlado dinastije Han na podlagi svojega razumevanja konfucijanskih klasikov in tega, kar se je izkazalo za njegova napačna prepričanja o vladnem sistemu starodavnega Zahodnega Džova. Sinolog Li Feng je te reforme opisal kot "kombinacijo socializma in imperializma". Da bi oslabil plemstvo, okrepil centralno vlado, reformiral gospodarstvo in izboljšal položaj kmetov, je Vang Mang zemljo bogatih prerazporedil tistim, ki niso imeli ničesar, uvedel nove davke na sužnjelastništvo, prepovedal prodajo sužnjev in omejil velikost kmetijskih zemljišč v lasti ene družine. Kmetijska zemljišča je tudi nacionaliziral in obnovil stari vladni monopol nad proizvodnjo soli in železa. Da bi dodatno okrepil gospodarstvo cesarstva,  je uvedel sistem za stabilizacijo tržnih cen, zamenjal zlato valuto z bronasto in prisilil plemiče od markizov navzdol, da so vse svoje zlato zamenjali za bronaste kovance. Ta politika je skoraj propadli vladi omogočila, da je ponovno pridobila prepotrebna sredstva in dejansko izboljšala gospodarstvo, vendar je med plemstvom povzročila veliko zamero. Vang Mang je tudi znižal status tujih vazalnih vladarjev, da bi okrepil nadzor cesarstva Šin nad njihovimi obmejnimi regijami.
V poskusu vrnitve v idealizirano preteklost je režim Šina izvedel tudi arhitekturne spremembe v prestolnici Čangan. Zgrajenih je bilo "devet templjev", kjer je cesar častil tri suverene in pet cesarjev, s čimer je prekinil tradicijo dinastije Han, ki je častila lastne prednike. V "svetli dvorani" je Vang Mang opazoval menjavo letnih časov v skladu s konfucijansko tradicijo.  Na cesarskih akademijah, kjer je prevladovalo sodobnejše konfucijanstvo, je odprl delovna mesta tudi za učenjake stare šole. Sinolog Hans van Ess je špekuliral, da je bil to Vang Mangov poskus, da bi dosegel boljše ravnovesje med konkurenčnima miselnima šolama, čeprav je imel cesar sam verjetno raje nova konfucijanska besedila.
Zgodovinarji iz obdobja dinastije Han so se posmehovali Vang Mangovim težnjam za vrnitev k redu dinastije Džov, ker so jih imeli za nepraktične in nespešne. Poskusi dinastije Šin so kljub temu služili kot navdih kasnejšim cesarjem.  Če bi njegov režim preživel, bi bil cesar po mnenju Li Fenga  "največji reformator v kitajski zgodovini".